# Abderramão ibne Habibe Alciclabi
Abderramão, Abederramão, Abderramane ou Abederramane ibne Habibe Alfiri (em árabe: عبدالرحمن بن حبيب الفهري, ʿAbd al-Raḥmān ibn Ḥabīb al-Fihrī), chamado Alciclabi (al-Ṣiqlābī), foi um governador nomeado pelos abássidas ao Alandalus na década de 770. Foi enviado da Ifríquia para se opor ao emir omíada Abderramão I (r. 756–788). Desembarcou em Tudemir e exigiu a apresentação de Solimão Alárabe, comandante de Barcelona. Quando isso foi acatado, marchou contra ele e foi derrotado perto de Valência. Pouco depois, foi assassinado por um berbere. Esse foi o último esforço dos abássidas para afirmar seu governo no Alandalus.

## Vida
Alciclabi foi membro do clã dos alfíridas, oriundos da Ifríquia, Um parente seu, Iúçufe ibne Abderramão Alfiri, foi uale (governador) do Alandalus até ser deposto por Abderramão I (r. 756–788) em 756. Segundo alguns historiadores modernos, Alciclabi também era relacionado por casamento com Iúçufe, mas isso não é suportado por nenhuma fonte primária. Seu apelido, Alciclabi, significa literalmente "o eslavo", mas de acordo com ibne Idari, foi dado a ele não por causa de suas origens, mas por causa de sua altura alta, pele clara e olhos azuis.
A região de Tudemir, no sudeste da Espanha, onde Alciclabi fez sua base de operações, era originalmente tributária, mas autônoma, sob o cristão Teodomiro, que deu seu nome à região. Em 754, ainda estava sob o domínio do filho de Teodomiro, Atanagildo. A decisão de Alciclabi de atacar Barcelona quando o centro do poder omíada, Córdova, era mais próximo de Tudemir, é difícil de explicar. Possivelmente acreditava que havia mais apoio aos abássidas entre os iemenitas do nordeste e esperava que seu desafio a Solimão Alárabe os atraísse como seus seguidores. A Coleção de Anedotas do século XI sobre a conquista de Alandalus coloca a chegada de Alciclabi logo após Abderramão derrotar uma rebelião iemenita em Sevilha, então talvez tenha julgado que sua base de apoio perto de Córdova estava muito enfraquecida para uma ataque imediato ao centro.
As fontes árabes são inconsistentes na data de chegada dele no Alandalus. A Coleção de Anedotas o situou por volta de 775, mas os escritos de ibne Alatir no século XIII o colocaram em 778. Reunindo as fontes árabes e latinas, Roger Collins a coloca no início dos anos 770. Antonio Ubieto Arteta, aceita uma data de 161 AH, que recai entre 9 de outubro de 777 e 27 de setembro de 778. Pierre Guichard, baseando sua conclusão em ibne Alatir e Aludri, coloca a chegada em 161 (777). Guichard acredita que esteve em Tudemir por vários meses antes de ser forçado a se esconder nas "montanhas da terra de Valência" até seu assassinato em 163 (779).
De acordo com a Coleção de Anedotas, o berbere que o assassinou, Xaã, havia se juntado a Alciclabi por esse motivo. Depois de matá-lo, liderou a cavalaria pró-abássida até Abderramão. Alguns historiadores modernos ligaram Alciclabi à embaixada enviada a Solimão Alárabe de Barcelona e Huceine de Saragoça ao rei franco Carlos Magno em 777. Essa busca por uma aliança no exterior contra Abderramão precipitou a campanha franca que terminou em desastre na Batalha de Roncesvales de 778. O envolvimento de Alciclabi, no entanto, é cronologicamente impossível e incongruente com a recepção fria de Alárabe às suas investidas.